# Landesamt für Rassenwesen (Thüringen)

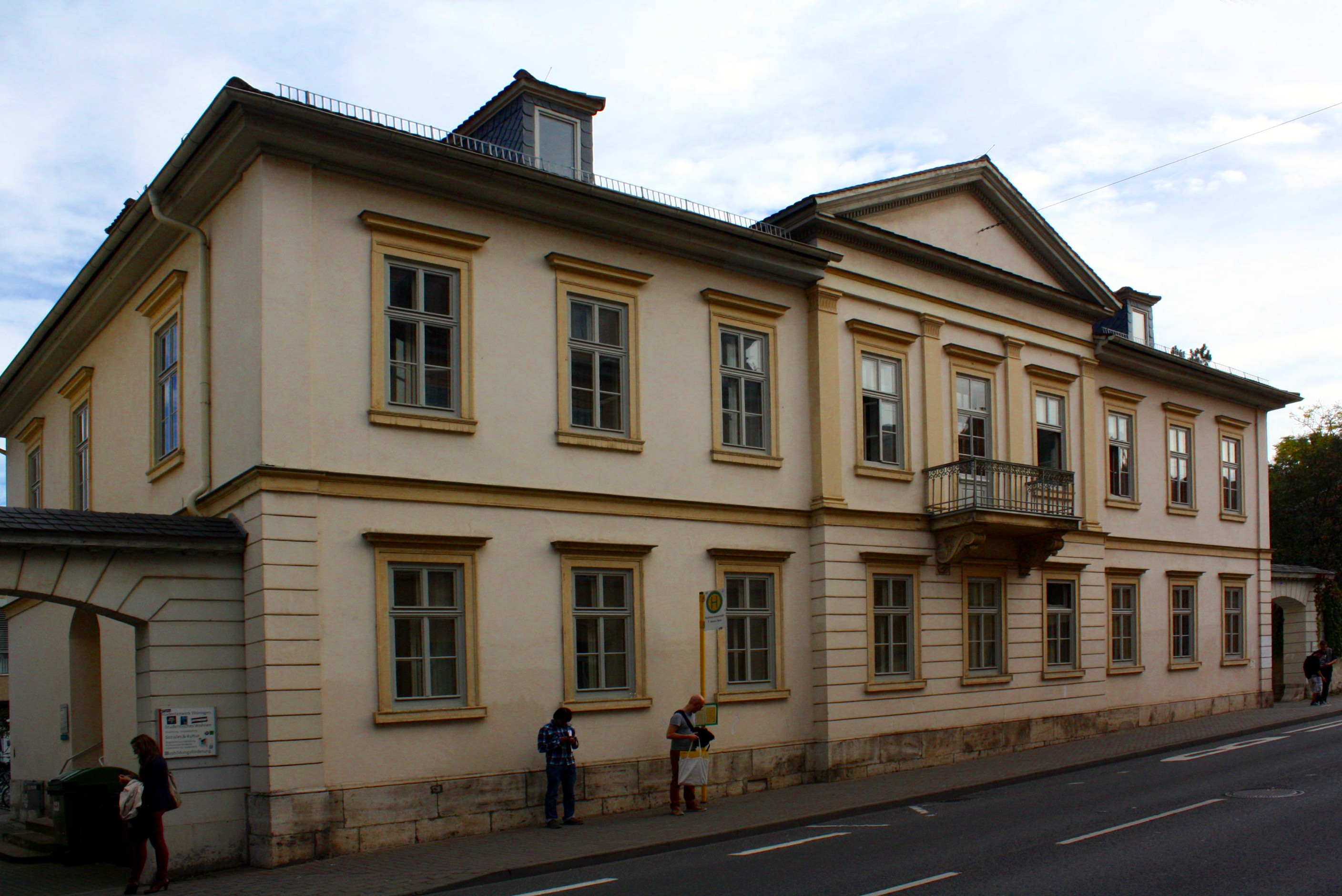
Ehemaliger Dienstsitz, Marienstraße 15 (Aufnahme von 2014)

Das Landesamt für Rassewesen in Thüringen (s. a. auch Thüringen im Nationalsozialismus) wurde am 15. Juli 1933 in Weimar gegründet und bestand bis zum Ende des Zweiten Weltkriegs.

## Geschichte
Es war die erste derartige Institution auf Länderebene. Zum Leiter wurde der Mediziner und Rassentheoretiker Karl Astel bestellt. Unter seiner Leitung legte das Landesamt für Rassenwesen ein erbbiologisches Archiv an, in dem jeder dritte Einwohner Thüringens erfasst wurde. Bis 1935 hatte das Landesamt bereits Akten zu 466.000 Personen angelegt. Das Landesamt für Rassewesen war auch für die Durchführung rassepolitischer Schulungen zuständig, die in der Staatsschule für Führertum und Politik in Egendorf stattfanden.
Das Landesamt für Rassewesen war auch für die Gutachtertätigkeit im Zusammenhang mit der Feststellung von Erbkrankheiten und der Begründung von Zwangssterilisationen zuständig. Dem Amt oblag die Anfertigung rassepolitischer Zeugnisse (s. a. Ariernachweis) und Bescheinigungen für Eheschließungen (s. a. Nationalsozialistische Rassenhygiene).
Das Landesamt für Rassewesen befand sich in den beiden Häusern Marienstraße 13/15, heute Teil der Bauhaus-Universität, sowie als Außenstelle mit der Abteilung „Lehre und Forschung“ in der Kahlaischen Straße von Jena.

## Publikationen
- Gerhard Kloos: Anleitung zur Intelligenzprüfung im Erbgesundheitsgerichtsverfahren: Im Auftrag des Thüringischen Landesamtes für Rassenwesen, Fischer, Jena 1941. 1943 unter dem Titelzusatz und ihrer Auswertung in zweiter Auflage erschienen. Unter dem Titel Anleitung zur Intelligenzprüfung in der psychiatrischen Diagnostik 1952, 1958 und 1965 noch dreimal aufgelegt.
- Erbstrom des deutschen Volkes zur Wanderausstellung Thüringisches Rassewesen (siehe google books)
- Gerlinde Sommer: Aus Weimar kam einst Karl Astels Sippschaftstafel. In: Thüringische Landeszeitung (TLZ) vom 6. Juli 2013, Weimar[1]